# Uģis Žaļims
Uģis Žaļims (Saldus, 19 febbraio 1986) è un bobbista lettone.

## Biografia
Compete dal 2008 inizialmente come frenatore per la nazionale lettone, cimentandosi nella Coppa Europa per tutta la stagione. Esordisce in Coppa del Mondo nella stagione 2009/10 classificandosi quattordicesimo a Winterberg, Germania nel bob a quattro pilotato da Edgars Maskalāns, ottiene il suo primo podio nonché la sua prima vittoria il 30 gennaio 2011 a Sankt Moritz, Svizzera sempre nella specialità a quattro e con Maskalāns alla guida della slitta. Debutta come pilota nella stagione 2011/12 conquistando il primo podio nel nuovo ruolo il 22 gennaio 2012 sempre a Sankt Moritz e conducendo il bob a quattro. In classifica generale si è piazzato al terzo posto nel bob a due nella stagione 2015/16 mentre nel bob a quattro ha raggiunto il tredicesimo posto, sempre nella stessa annata.
Ha preso parte a cinque edizioni dei campionati mondiali ottenendo quale miglior risultato il sesto posto in due occasioni: a Lake Placid 2012 nel bob a quattro ed a Winterberg 2015 nel bob a due. Ha altresì partecipato a due campionati europei piazzandosi quinto nel bob a due e dodicesimo nel bob a quattro a Sankt Moritz 2016.

## Palmarès

### Coppa del Mondo
- Miglior piazzamento in classifica generale nel bob a due maschile: 3° nel 2015/16;
- Miglior piazzamento in classifica generale nel bob a quattro maschile: 13° nel 2015/16;
- Miglior piazzamento in classifica generale nella combinata maschile: 7° nel 2015/16;
- 5 podi (2 nel bob a due e 3 nel bob a quattro):
  - 1 vittoria (nel bob a quattro);
  - 3 secondi posti (2 nel bob a due e 1 nel bob a quattro);
  - 1 terzo posto (nel bob a quattro).

#### Coppa del Mondo - vittorie
| Data            | Luogo        | Paese    | Disciplina                                                                  |
| --------------- | ------------ | -------- | --------------------------------------------------------------------------- |
| 30 gennaio 2011 | Sankt Moritz | Svizzera | a quattro con Edgars Maskalāns (pilota), Intars Dambis e Daumants Dreiškens |